# Giải vô địch bóng đá trong nhà thế giới 2008
Giải năm 2008 của FIFA Futsal World Cup được diễn ra tại Brazil từ ngày 30 tháng 9 tới 19 tháng 10. Đây là lần thứ sáu  giải vô địch thế giới được tổ chức dưới sự bảo hộ của cơ quan quản lý bóng đá thế giới. Địa điểm diễn ra tại Nhà thi đấu Nilson Nelson ở Brasília và Ginásio do Maracanãzinho ở Rio de Janeiro. Lễ khai mạc diễn ra tại Brasília trong khi đó trận chung kết tại Rio. Lần đầu tiên và cũng là duy nhất, 20 đội tuyển tham dự. Số đội được nâng lên 24 bắt đầu từ năm 2012.

## Vòng loại

### Các quốc gia vượt qua vòng loại
| Giải đấu                                           | Ngày                            | Địa điểm  | Số xuất | Vượt qua vòng loại                                          |
| -------------------------------------------------- | ------------------------------- | --------- | ------- | ----------------------------------------------------------- |
| Chủ nhà                                            |                                 |           | 1       | Brasil                                                      |
| Giải vô địch bóng đá trong nhà châu Á 2008         | 11–18 tháng 5 năm 2008          | Thái Lan  | 4       | Iran · Thái Lan · Nhật Bản · Trung Quốc                     |
| Giải vô địch bóng đá trong nhà châu Phi 2008       | 21–30 tháng 3 năm 2008          | Libya     | 2       | Libya · Ai Cập                                              |
| Giải vô địch bóng đá trong nhà CONCACAF 2008       | 2–8 tháng 6 năm 2008            | Guatemala | 3       | Guatemala · Cuba · Hoa Kỳ                                   |
| Copa América - FIFA Futsal 2008                    | 23–28 tháng 6 năm 2008          | Uruguay   | 3       | Uruguay · Argentina · Paraguay                              |
| Giải vô địch bóng đá trong nhà châu Đại Dương 2008 | 8–14 tháng 6 năm 2008           | Fiji      | 1       | Quần đảo Solomon                                            |
| Vòng loại khu vực châu Âu                          | 23 tháng 2- 16 tháng 4 năm 2008 | Vòng tròn | 6       | Tây Ban Nha · Bồ Đào Nha · Ý · Nga · Ukraina · Cộng hòa Séc |
| TỔNG                                               |                                 |           | 20      | Vòng chung kết                                              |

## Địa điểm thi đấu
| Địa điểm  | Maracanã Arena           | Nhà thi đấuNilson Nelson |
| --------- | ------------------------ | ------------------------ |
| Hình      | Ginásio do Maracanãzinho | Ginásio Nilson Nelson    |
| Thành phố | Rio de Janeiro           | Brasília                 |
| Sức chứa  | 12,105                   | 11,160                   |

## Danh sách cầu thủ
Mỗi quốc gia được đăng ký 14 cầu thủ, bao gồm 2 thủ môn.

## Trọng tài
| Liên đoàn | Trọng tài                  |
| --------- | -------------------------- |
| AFC       | Nurdin Bukuev              |
| AFC       | Kazuya Isokawa             |
| AFC       | Badrul Hisham Kalam        |
| AFC       | Scott Kidson               |
| AFC       | Kim Jang-Kwan              |
| AFC       | Li Zhizhong                |
| AFC       | Alireza Sohrabi            |
| CAF       | Tawfik Al-Dawi             |
| CAF       | Saiud Abdul-Kader          |
| CAF       | Asselam Khan               |
| CONCACAF  | Carlos del Cid             |
| CONCACAF  | Antonio Alvarez Betancourt |
| CONCACAF  | Jason Krnac                |
| CONCACAF  | Hector Mesen               |
| CONCACAF  | Elix Peralta               |
| OFC       | Amitesh Chandra Behari     |

| Confederation | Referees              |
| ------------- | --------------------- |
| CONMEBOL      | Octalivar Hernández   |
| CONMEBOL      | Sergio Ghibaudi       |
| CONMEBOL      | Tales Goulart         |
| CONMEBOL      | Franklin Loor         |
| CONMEBOL      | Fabián López          |
| CONMEBOL      | Héctor Rojas Figueroa |
| CONMEBOL      | Álvaro Sacarelo       |
| CONMEBOL      | Nestor Ibarra         |
| UEFA          | Massimo Cumbo         |
| UEFA          | António Cardoso       |
| UEFA          | Roberto Gracia Marin  |
| UEFA          | Karel Henych          |
| UEFA          | Oleg Ivanov           |
| UEFA          | Ivan Shabanov         |
| UEFA          | Edi Sunjic            |
| UEFA          | Károly Török          |

## Vòng một

### Bốc thăm
20 đội được chia làm bốn bảng, mỗi bảng 5 đội. Lễ bốc thăm được diễn ra vào ngày 10 tháng 7 năm 2008 tại Brasilia, Brazil

### Chỉ số phụ
Trong trường hợp có 2 hoặc nhiều hơn đội bằng điểm nhau thứ hạng sẽ được quyết định dựa vào kết quả đối đầu trực tiếp. Nếu vẫn chưa xác định được thì dựa trên hiệu số của tất cả các trận đã đấu trong bảng.

### Bảng A
| Đội              | Trận | T | H | B | BT | BB | HS  | Điểm |
| ---------------- | ---- | - | - | - | -- | -- | --- | ---- |
| Brasil           | 4    | 4 | 0 | 0 | 49 | 1  | +48 | 12   |
| Nga              | 4    | 3 | 0 | 1 | 50 | 15 | +35 | 9    |
| Nhật Bản         | 4    | 2 | 0 | 2 | 13 | 24 | -11 | 6    |
| Cuba             | 4    | 1 | 0 | 3 | 16 | 25 | -9  | 3    |
| Quần đảo Solomon | 4    | 0 | 0 | 4 | 6  | 69 | -63 | 0    |

| Brasil           | 12 - 1 | Nhật Bản         |
| Cuba             | 10 - 2 | Quần đảo Solomon |
| Quần đảo Solomon | 0 - 21 | Brasil           |
| Nga              | 10 - 5 | Cuba             |
| Brasil           | 7 - 0  | Nga              |
| Nhật Bản         | 7 - 2  | Quần đảo Solomon |
| Nhật Bản         | 4 - 1  | Cuba             |
| Nga              | 31 - 2 | Quần đảo Solomon |
| Brasil           | 9 - 0  | Cuba             |
| Nga              | 9 - 1  | Nhật Bản         |

### Bảng B
| Đội        | Trận | T | H | B | BT | BB | HS  | Điểm |
| ---------- | ---- | - | - | - | -- | -- | --- | ---- |
| Paraguay   | 4    | 3 | 0 | 1 | 19 | 5  | 14  | 9    |
| Ý          | 4    | 3 | 0 | 1 | 12 | 6  | 6   | 9    |
| Bồ Đào Nha | 4    | 3 | 0 | 1 | 15 | 8  | 7   | 9    |
| Thái Lan   | 4    | 1 | 0 | 3 | 7  | 15 | -8  | 3    |
| Hoa Kỳ     | 4    | 0 | 0 | 4 | 5  | 24 | -19 | 0    |

| Ý          | 1 - 0 | Thái Lan   |
| Paraguay   | 5 - 0 | Hoa Kỳ     |
| Bồ Đào Nha | 3 - 2 | Paraguay   |
| Hoa Kỳ     | 1 - 6 | Ý          |
| Thái Lan   | 5 - 3 | Hoa Kỳ     |
| Ý          | 3 - 1 | Bồ Đào Nha |
| Bồ Đào Nha | 8 - 1 | Hoa Kỳ     |
| Thái Lan   | 0 - 8 | Paraguay   |
| Ý          | 2 - 4 | Paraguay   |
| Bồ Đào Nha | 3 - 2 | Thái Lan   |

### Bảng C
| Đội        | Trận | T | H | B | BT | BB | HS  | Điểm |
| ---------- | ---- | - | - | - | -- | -- | --- | ---- |
| Ukraina    | 4    | 3 | 1 | 0 | 17 | 7  | 10  | 10   |
| Argentina  | 4    | 3 | 1 | 0 | 13 | 5  | 8   | 10   |
| Guatemala  | 4    | 2 | 0 | 2 | 14 | 9  | 5   | 6    |
| Ai Cập     | 4    | 1 | 0 | 3 | 9  | 12 | -3  | 3    |
| Trung Quốc | 4    | 0 | 0 | 4 | 5  | 25 | -20 | 0    |

| Guatemala  | 1 - 0  | Ai Cập     |
| Argentina  | 5 - 0  | Trung Quốc |
| Ai Cập     | 2 - 4  | Argentina  |
| Ukraina    | 6 - 2  | Guatemala  |
| Trung Quốc | 2 - 6  | Ai Cập     |
| Argentina  | 2 - 2  | Ukraina    |
| Trung Quốc | 1 - 10 | Guatemala  |
| Ukraina    | 5 - 1  | Ai Cập     |
| Argentina  | 2 - 1  | Guatemala  |
| Ukraina    | 4 - 2  | Trung Quốc |

### Bảng D
| Đội          | Trận | T | H | B | BT | BB | HS  | Điểm |
| ------------ | ---- | - | - | - | -- | -- | --- | ---- |
| Tây Ban Nha  | 4    | 3 | 1 | 0 | 13 | 3  | +10 | 10   |
| Iran         | 4    | 3 | 1 | 0 | 14 | 9  | +5  | 10   |
| Cộng hòa Séc | 4    | 2 | 0 | 2 | 10 | 10 | 0   | 6    |
| Libya        | 4    | 0 | 1 | 3 | 7  | 14 | -7  | 1    |
| Uruguay      | 4    | 0 | 1 | 3 | 6  | 14 | -8  | 1    |

| Tây Ban Nha  | 3 - 3 | Iran         |
| Uruguay      | 3 - 3 | Libya        |
| Libya        | 0 - 3 | Tây Ban Nha  |
| Cộng hòa Séc | 4 - 1 | Uruguay      |
| Tây Ban Nha  | 4 - 0 | Cộng hòa Séc |
| Iran         | 4 - 2 | Libya        |
| Cộng hòa Séc | 4 - 2 | Libya        |
| Iran         | 4 - 2 | Uruguay      |
| Tây Ban Nha  | 3 - 0 | Uruguay      |
| Cộng hòa Séc | 2 - 3 | Iran         |

## Vòng hai

### Bảng E
| Đội     | Trận | T | H | B | BT | BB | HS | Điểm |
| ------- | ---- | - | - | - | -- | -- | -- | ---- |
| Brasil  | 3    | 3 | 0 | 0 | 9  | 3  | 6  | 9    |
| Ý       | 3    | 1 | 1 | 1 | 9  | 8  | 1  | 4    |
| Iran    | 3    | 1 | 1 | 1 | 10 | 10 | 0  | 4    |
| Ukraina | 3    | 0 | 0 | 3 | 7  | 14 | -7 | 0    |

| Brasil  | 1 - 0 | Iran    |
| Ukraina | 0 - 4 | Ý       |
| Ý       | 0 - 3 | Brasil  |
| Ukraina | 4 - 5 | Iran    |
| Brasil  | 5 - 3 | Ukraina |
| Iran    | 5 - 5 | Ý       |

### Bảng F
| Đội         | Trận | T | H | B | BT | BB | HS | Điểm |
| ----------- | ---- | - | - | - | -- | -- | -- | ---- |
| Tây Ban Nha | 3    | 3 | 0 | 0 | 11 | 4  | 7  | 9    |
| Nga         | 3    | 1 | 1 | 1 | 9  | 11 | -2 | 4    |
| Argentina   | 3    | 0 | 2 | 1 | 6  | 7  | -1 | 2    |
| Paraguay    | 3    | 0 | 1 | 2 | 8  | 12 | -4 | 1    |

| Paraguay    | 3 - 3 | Argentina   |
| Tây Ban Nha | 5 - 2 | Nga         |
| Tây Ban Nha | 2 - 1 | Argentina   |
| Nga         | 5 - 4 | Paraguay    |
| Argentina   | 2 - 2 | Nga         |
| Paraguay    | 1 - 4 | Tây Ban Nha |

## Vòng chung kết
|  | Bán kết                               | Bán kết     |                                       |       | Chung kết | Chung kết |
|  |                                       |             |                                       |       |           |           |
|  | 16 tháng 10 năm 2008 - Rio de Janeiro |             |                                       |       |           |           |
|  |                                       |             |                                       |       |           |           |
|  | Nga                                   | 2           |                                       |       |           |           |
|  | Nga                                   | 2           | 19 tháng 10 năm 2008 - Rio de Janeiro |       |           |           |
|  | Brasil                                | 4           |                                       |       |           |           |
|  | Brasil                                | 4           | Brasil (pen.)                         | 2 (4) |           |           |
|  | 16 tháng 10 năm 2008 - Rio de Janeiro |             | Brasil (pen.)                         | 2 (4) |           |           |
|  |                                       | Tây Ban Nha | 2 (3)                                 |       |           |           |
|  | Tây Ban Nha (h.p.)                    | Tây Ban Nha | 2 (3)                                 | 3     |           |           |
|  | Tây Ban Nha (h.p.)                    |             |                                       | 3     |           |           |
|  | Ý                                     | 2           |                                       |       |           |           |
|  | Ý                                     | 2           | Tranh hạng ba                         |       |           |           |
|  |                                       |             |                                       |       |           |           |
|  | 18 tháng 10 năm 2008 - Rio de Janeiro |             |                                       |       |           |           |
|  |                                       |             |                                       |       |           |           |
|  | Nga                                   | 1           |                                       |       |           |           |
|  | Nga                                   | 1           |                                       |       |           |           |
|  | Ý                                     | 2           |                                       |       |           |           |

## Vô địch
| Đội vô địch FIFA Futsal World Cup 2008 |
| -------------------------------------- |
| · Brasil · Lần thứ tư                  |

## Các giải thưởng
| Chiếc giày vàng | Quả bóng vàng | Găng tay vàng | Giải phong cách |
| --------------- | ------------- | ------------- | --------------- |
| Pula            | Falcão        | Tiago         | Tây Ban Nha     |

| Chiếc giày bạc | Chiếc giày đồng | Quả bóng bạc | Quả bóng đồng |
| -------------- | --------------- | ------------ | ------------- |
| Falcão         | Lenísio         | Schumacher   | Tiago         |

| Bàn thắng đẹp nhất   |
| -------------------- |
| José Rafael Gonzalez |

## Danh sách ghi bàn hàng đầu
Dưới đâu là 10 cầu thủ ghi bàn nhiều nhất tại FIFA Futsal World Cup 2008:
| Hạng | Tên                    | Quốc gia    | Bàn |
| ---- | ---------------------- | ----------- | --- |
| 1    | Pula                   | Nga         | 16  |
| 2    | Falcão                 | Brasil      | 15  |
| 3    | Lenísio                | Brasil      | 11  |
| 4    | Schumacher             | Brasil      | 10  |
| 4    | Damir Khamadiev        | Nga         | 10  |
| 6    | Vladislav Shayakhmetov | Nga         | 9   |
| 7    | Fabio Alcaraz          | Paraguay    | 8   |
| 7    | René Villalba          | Paraguay    | 8   |
| 7    | Sirilo                 | Nga         | 8   |
| 10   | Fernando Grana         | Ý           | 7   |
| 10   | Dmitry Prudnikov       | Nga         | 7   |
| 10   | Fernandao              | Tây Ban Nha | 7   |